# Chaubardiella serrulata
Chaubardiella serrulata är en orkidéart som beskrevs av David Edward Bennett och Eric Alston Christenson. Chaubardiella serrulata ingår i släktet Chaubardiella och familjen orkidéer.
Artens utbredningsområde är Peru. Inga underarter finns listade i Catalogue of Life.